# كأس العالم لكرة الطائرة للرجال 1985
أقيمت كأس العالم لكرة الطائرة للرجال 1985 في نسختها الخامسة في اليابان في الفترة من 22 نوفمبر وحتى 1 ديسمبر 1985.

## الترتيب النهائي
- 1.  الولايات المتحدة
- 2.  الاتحاد السوفيتي
- 3.  تشيكوسلوفاكيا
- 4.  البرازيل
- 5.  الأرجنتين
- 6.  اليابان
- 7.  كوريا الجنوبية
- 8.  مصر

## روابط إضافية
- النتائج( نسخة محفوظة 21 مايو 2010 على موقع واي باك مشين. 2009-07-21)